# ATC kod B05
ATC kod B05 Zamene za krv i perfuzijski rastvori su terapeutska podgrupa sistema za anatomsko terapeutsko hemijsku klasifikaciju. Ovaj sistem alfanumeričkih kodova je razvio  za klasifikaciju lekova i drugih medicinskih proizvoda.  Podgrupa B05 je deo anatomske grupe B Krv i organi koji formiraju krv.

Kodovi za veterinarsku upotrebu (ATCvet kodovi) se mogu formirati stavljanjem slova Q ispred humanih ATC kodova: QB05... 
Nacionalna izdanja ATC klasifikacije mogu da obuhvataju dodatne kodove koji nisu prisutni na ovoj listi.

### B05AAZamene za krvi frakcijeproteina plazme
B05AA01 Serumski albumin
B05AA02 Druge frakcije proteina plazme
B05AA03 Fluorougljenični krvni supstituenti
B05AA05 Dekstran
B05AA06 Želatinski agensi
B05AA07 Hidroksietilskrob
B05AA08 Hemoglobin krosfumaril
B05AA09 Hemoglobin rafimer
B05AA10 Hemoglobin glutamer (goveđi)

### B05AX Drugi krvni produkti
B05AX01 Eritrociti
B05AX02 Trombociti
B05AX03 Krvna plazma
B05AX04 Matične ćelije iz krvi pupčane vrpce

## B05BIVrastvori

### B05BA Rastvori zaparenteralnuishranu
B05BA01 Aminokiseline
B05BA02 Emulzije masti
B05BA03 Ugljeni hidrati
B05BA04 Proteinski hidrolizati
B05BA10 Kombinacije

### B05BB Rastvori koji utiču na balans elektrolita
B05BB01 Elektroliti
B05BB02 Elektroliti sa ugljenim hidratima
B05BB03 Trometamol

### B05BC Rastvori koji proizvode osmotskudiurezu
B05BC01 Manitol
B05BC02 Karbamid

## B05C Irigacioni rastvori

### B05CA Antiinfektivi
B05CA01 Cetilpiridinijum
B05CA02 Hlorheksidin
B05CA03 Nitrofural
B05CA04 Sulfametizol
B05CA05 Taurolidin
B05CA06 Mandelinska kiselina
B05CA07 Noksitiolin
B05CA08 Etakridin laktat
B05CA09 Neomicin
B05CA10 Kombinacije

### B05CB Rastvori soli
B05CB01 Natrijum hlorid
B05CB02 Natrijum citrat
B05CB03 Magnezijum citrat
B05CB04 Natrijum bikarbonat
B05CB10 Kombinacije

### B05CX Drugi irigacioni rastvori
B05CX01 Glukoza
B05CX02 Sorbitol
B05CX03 Glicin
B05CX04 Manitol
B05CX10 Kombinacije

## B05X Aditivi IV rastvora

### B05XA Rastvori elektrolita
B05XA01 Kalijum hlorid
B05XA02 Natrijum bikarbonat
B05XA03 Natrijum hlorid
B05XA04 Amonijum hlorid
B05XA05 Magnezijum sulfat
B05XA06 Kalijum fosfat, uključujući kombinacije sa drugim solima kalijuma
B05XA07 Kalcijum hlorid
B05XA08 Natrijum acetat
B05XA09 Natrijum fosfat
B05XA10 Magnezijum fosfat
B05XA11 Magnezijum hlorid
B05XA12 Zink hlorid
B05XA13 Hlorovodonična kiselina
B05XA14 Natrijum glicerofosfat
B05XA15 Kalijum laktat
B05XA16 Kardioplegijski rastvori
B05XA17 Kalijum acetat
B05XA30 Kombinacije elektrolita
B05XA31 Elektroliti u  kombinaciji sa drugim lekivima

### B05XB Aminokiseline
B05XB01 Arginin hidrohlorid
B05XB02 Alanil glutamin
B05XB03 Lizin

### B05XX Drugi aditivi i.v. rastvora
B05XX02 Trometamol